# Liljekonval-slægten
Liljekonval-slægten (Convallaria) er en lille slægt med kun én art, den nedennævnte.
| Arter |

- Liljekonval (Convallaria majalis)